# Bayanhangay
Bayanhangay (mongoliska: Баянхангай Сум, Баянхангай, Bayanhangay Sum) är ett distrikt i Mongoliet.   Det ligger i provinsen Töv, i den centrala delen av landet, 100 km väster om huvudstaden Ulaanbaatar.